# كريستيان فريدريش إيكلون
كريستيان فريدريش إيكلون (1795-1868) (بالإنجليزية: Christian Friedrich Ecklon)‏ هو عالم نبات دانماركي.